# Рада конкурентоспроможності України
Рада конкурентоспроможності України (РКУ) — неприбуткова, неурядова позапартійна громадська організація.

## Місія
Згуртування суспільства навколо ідеї конкурентоспроможної України як національної, ініціювання діалогу в суспільстві між наукою, освітою, бізнесом, владою, неурядовими організаціями, ЗМІ з тим щоб підняти ідею конкурентоспроможності України на «передній край» національної свідомості.

## Мета
Скоординувати зусилля вчених, працівників сфери освіти, представників малого бізнесу, підприємництва, керівництва великих компаній і фінансових інститутів, а також представників урядових і законодавчих кіл, для того щоб сприяти «інституціоналізації» концепції конкурентоспроможності в практику економічної політики країни.
Рада конкурентоспроможності України була створена:
1) Для популяризації та пропаганди новітнього світового досвіду в сфері розроблення стратегії конкурентоспроможності країни.
2) Для проведення міжнародних норад та конференцій, присвячених питанням конкурентоспроможності України.
3) Для мобілізації наукового потенціалу з метою розроблення концепції конкурентоспроможності, методологій її моніторингу та використання в економічній політиці.
4) Для мобілізації фінансування досліджень світових тенденцій в даному напряму та основних аспектів конкурентоспроможності української економіки.
5) Для реалізації в майбутньому низки таких ймовірних ініціатив як: Центр підтримки підприємництва та інновацій у реґіонах; Ініціатива щодо конкурентоспроможності в контексті національної безпеки; слухання у Верховній Раді України, присвячені питанням впливу нових технологій на суспільство та визначення національних стратегічних пріоритетів у економіці знань; діалог між бізнесом та владою щодо якості управління та конкурентоспроможності та ін.

## Історія
Створена в червні 2005 року за підтримки інвестиційного фонду Western NIS Enterprise Fund (США) і ВАТ «Укрексімбанк».
Засновники:
- Юрій Полунєєв, тодішній виконавчий директор ЄБРР;
- Володимир Мостовий, головний редактор тижневика «Дзеркало тижня»;
- Іван Дзюба, академік НАН України;
- В'ячеслав Брюховецький, президент Києво-Могилянської академії

До складу РКУ входять відомі в Україні науковці, підприємці та громадські діячі. 19 жовтня 2005 року відбулося перше засідання ради, на якому було обрано нових членів Ради. Ними стали:
- Міщенко Сергій Олександрович - підприємець, Президент національної федерації фехтування України з 1993 по 2012 роки.
- Богдан Гаврилишин, голова наглядової ради МІМ-Київ (Швейцарія), член Римського клубу, іноземний член НАН України;
- Мирон Василик, старший віце-президент The PBN Company (США);
- Віталій Гайдук, президент консорціуму «Індустріальна група»;
- Богдан Данилишин, в.о. голови Ради по вивченню продуктивних сил НАН України;
- Віктор Капустін, голова правління АТ «Укрексімбанк»;
- Євген Уткін, президент корпорації «Квазар-Мікро»;
- Рональд Фрімен, колишній співголова правління «Сітігруп-Європа» (Велика Британія);
- Наталія Яресько, президент Western NIS Enterprise Fund (США);
- Ярослав Яцків, академік, директор Головної астрономічної обсерваторії НАН України.

## Інформаційний продукт
Основний інформаційний продукт РКУ – щоквартальний інформаційно-аналітичний журнал «Монітор конкурентоспроможності», який містить дані моніторингу та аналізу конкретних показників конкурентоспроможності України та 13 країн-орієнтирів. Журнал дає змогу системно відслідковувати зміни у рівні основних показників конкурентоспроможності, робити комплексний та вчасний аналіз тенденцій, ризиків і перспектив цих змін, ініціювати обговорення та усвідомлення цих питань у найширших колах громадськості та державно-політичних еліт.